# Arctic Blast du Minnesota
L'Arctic Blast du Minnesota (en anglais : Minnesota Arctic Blast) est une franchise de roller in line hockey, basée à Minneapolis dans le Minnesota  aux États-Unis. L'équipe a joué pendant deux saisons dans la Roller Hockey International. Ils jouaient leurs matchs à domicile dans le Target Center.

## Histoire
L'équipe fait partie des équipes rejoignant la RHI pour sa seconde saison en 1973-74. Le 1er mai 1974, l'Artic Blast est opposé aux Pittsburgh Phantoms dans leur salle, le Civic Arena. Le dôme de l'édifice est alors ouvert pour la première fois de son histoire pour un match officiel.
L'Artic Blast finit la saison à la première place de leur division et avec une moyenne de 11,18 buts par match, l'équipe est également la meilleure attaque de la ligue. Les joueurs du Minnesota sont logiquement dans les meilleurs de la ligue : avec 79 points) à lui tout seul, John Young est le meilleur pointeur de la saison alors que Randy Skarda est ses 59 passes décisives est le seconde meilleur pointeur et le meilleur passeur.
L'équipe va participer aux séries éliminatoires de la Coupe Murphy mais ils vont échouer en finale de conférence en perdant 2 matchs à 1 contre le Stampede de Buffalo.
L'équipe arrête ses activités pour l'année suivante, une nouvelle équipe est cependant hébergée par la ville de Minneapolis : le Blue Ox du Minnesota. Ces derniers ne jouent qu'une saison avant de laisser la place au retour de l'Artic Blast. L'équipe finit une nouvelle fois à la première place de la division et John Young est cette fois premier meilleur passeur de la saison à égalité avec Victor Gervais de l'équipe des Bullfrogs d'Anaheim. L'équipe perd dès le premier tour des séries contre les seconds de la division Atlantique, les Jackals d'Orlando, futurs vainqueurs de la Coupe. À la suite de cette défaite, l'équipe va définitivement arrêter ses activités.

## Statistiques
Pour les significations des abréviations, voir Statistiques du hockey sur glace.

### Fiches de saison
| Année   | PJ | V  | D | N | Pts | BP  | BC  | PUN | Classement           | Séries éliminatoires                   |
| ------- | -- | -- | - | - | --- | --- | --- | --- | -------------------- | -------------------------------------- |
| 1973-74 | 22 | 18 | 3 | 1 | 37  | 260 | 187 | 407 | Premiers de division | 2-0 Atlanta 2-1 Pittsburgh 1-2 Buffalo |
| 1975-76 | 28 | 22 | 6 | 0 | 44  | 246 | 200 | 370 | Premiers de division | 1-2 Orlando                            |

### Statistiques des joueurs
Cette section présente les statistiques des joueurs au cours des deux saisons régulières jouées.
1973-74
| Numéro | Joueur       | Poste | PJ | B  | A  | PTS | PUN | +/- |
| ------ | ------------ | ----- | -- | -- | -- | --- | --- | --- |
| 11     | John Young   | C     | 22 | 30 | 49 | 79  | 18  | 9   |
| 22     | Randy Skarda | D     | 21 | 18 | 59 | 77  | 109 | 20  |
| 7      | John Hanson  | AD    | 22 | 35 | 37 | 72  | 18  | 19  |
| 14     | Tim Hanus    | A     | 22 | 36 | 35 | 71  | 27  | 29  |
| 17     | Larry Olimb  | C     | 22 | 26 | 39 | 65  | 26  | 3   |
| 33     | Jay Moore    | C     | 22 | 25 | 35 | 60  | 60  | 7   |
| 20     | David Shute  | AG    | 22 | 24 | 30 | 54  | 30  | 14  |
| 9      | Cory Laylin  | D     | 22 | 22 | 30 | 52  | 8   | 8   |
| 10     | Jim Hau      | C     | 21 | 15 | 34 | 49  | 6   | -9  |
| 12     | Noel Rahn    | A     | 22 | 11 | 13 | 24  | 20  | -13 |
| 3      | John Fuhr    | D     | 12 | 8  | 12 | 20  | 10  | 7   |
| 5      | Rob Andringa | D     | 21 | 4  | 9  | 13  | 30  | -11 |
|        | Bryan Brandt | A     | 4  | 2  | 6  | 8   | 10  | 3   |
|        | Reed Larson  | D     | 6  | 2  | 4  | 6   | 12  | 1   |
|        | Greg Hagen   | A     | 1  | 1  | 0  | 1   | 0   | -2  |
| 30     | Jeff Woosley | G     | 7  | 0  | 1  | 1   | 0   | 0   |
| 1      | Bill Pye     | G     | 20 | 0  | 1  | 1   | 19  | 0   |
|        | Thane Vennix | G     | 1  | 0  | 0  | 0   | 0   | 0   |
|        | Ron Saatzer  | A     | 2  | 0  | 0  | 0   | 2   | -3  |

1975-76
| Numéro | Joueur          | Poste | PJ | B  | A  | PTS | PUN | +/- |
| ------ | --------------- | ----- | -- | -- | -- | --- | --- | --- |
|        | Cory Laylin     | D     | 28 | 42 | 47 | 89  | 16  | 15  |
| 11     | John Young      | C     | 28 | 24 | 55 | 79  | 32  | 10  |
|        | John Hanson     | AD    | 27 | 37 | 35 | 72  | 37  | -4  |
|        | Billy Lund      | C     | 27 | 29 | 35 | 64  | 25  | 17  |
|        | Randy Skarda    | D     | 22 | 13 | 46 | 59  | 60  | 13  |
|        | David Shute     | AG    | 27 | 25 | 29 | 54  | 64  | 10  |
|        | Justin McHugh   | C     | 25 | 16 | 34 | 50  | 30  | 33  |
|        | Chris Tucker    | A     | 23 | 17 | 19 | 36  | 4   | -4  |
|        | Brett Larson    | D     | 28 | 5  | 28 | 33  | 9   | 14  |
|        | Taj Melson      | D     | 28 | 12 | 20 | 32  | 21  | 6   |
|        | Jeff Romfo      | AD    | 20 | 9  | 8  | 17  | 15  | 4   |
| 12     | Jamie Spencer   | AG    | 24 | 6  | 11 | 17  | 19  | -1  |
|        | Trent Eigner    | D     | 17 | 5  | 9  | 14  | 23  | -1  |
|        | Matt Loen       | C     | 11 | 1  | 7  | 8   | 3   | 4   |
|        | Derek Herlofsky | G     | 15 | 0  | 1  | 1   | 0   | 0   |
| 1      | Bill Pye        | G     | 18 | 0  | 0  | 0   | 7   | 0   |